# Dyscia nachadira
Dyscia nachadira är en fjärilsart som beskrevs av Brandt 1941. Dyscia nachadira ingår i släktet Dyscia och familjen mätare. Inga underarter finns listade i Catalogue of Life.